# Regnritualer
Regnritualer, som har varit vanliga i stamreligioner, bygger ofta på likhetsassociationer. Genom att bränna gröna grenar får man en rök som liknar regnmoln, och i sång och dans imiterar man fallande regn. Ofta åtföljs riterna av böner om regn och livskraft.
När forna tiders bantufolk i Östafrika drabbades av torka skickades en regnmakare upp på en höjd för att tända en eld, är ett exempel. Den svarta röken var tänkt att kunna locka ned svarta regnmolm från bergen. Numera försöker forskare att analysera aska och vedrester från sådana eldplatser med kol-14-metoden för mera noggrant kunna datera torrperioder och svängningar i Afrikas klimat. 